# Episodi di Hélène e i suoi amici (prima stagione)
La prima stagione della serie televisiva Hélène e i suoi amici è stata trasmessa in anteprima in Francia da TF1 tra l'11 maggio 1992 e il 26 giugno 1992.
| nº | Titolo originale        | Titolo italiano | Prima TV Francia | Prima TV Italia |
| -- | ----------------------- | --------------- | ---------------- | --------------- |
| 1  | La rencontre            |                 | 11 maggio 1992   |                 |
| 2  | L'anniversaire de Cathy |                 | 12 maggio 1992   |                 |
| 3  | Encore un garçon        |                 | 14 maggio 1992   |                 |
| 4  | Le rêve prémonitoire    |                 | 15 maggio 1992   |                 |
| 5  | La fâcherie             |                 | 18 maggio 1992   |                 |
| 6  | La déclaration          |                 | 19 maggio 1992   |                 |
| 7  | Jimmy                   |                 | 21 maggio 1992   |                 |
| 8  | Une nuit ensemble       |                 | 22 maggio 1992   |                 |
| 9  | Un week-end seule       |                 | 25 maggio 1992   |                 |
| 10 | Mon coeur balance       |                 | 26 maggio 1992   |                 |
| 11 | Le test                 |                 | 28 maggio 1992   |                 |
| 12 | Permis de conduire      |                 | 29 maggio 1992   |                 |
| 13 | Un coup de cafard       |                 | 2 giugno 1992    |                 |
| 14 | Une journée studieuse   |                 | 1º giugno 1992   |                 |
| 15 | Une drôle de nouvelle   |                 | 4 giugno 1992    |                 |
| 16 | La bonne occase         |                 | 5 giugno 1992    |                 |
| 17 | La nuit de la danse     |                 | 8 giugno 1992    |                 |
| 18 | Le papa                 |                 | 9 giugno 1992    |                 |
| 19 | Photo-star              |                 | 11 giugno 1992   |                 |
| 20 | L'idole de la fac       |                 | 12 giugno 1992   |                 |
| 21 | Une nouvelle passion    |                 | 15 giugno 1992   |                 |
| 22 | La course               |                 | 16 giugno 1992   |                 |
| 23 | Le mariage              |                 | 18 giugno 1992   |                 |
| 24 | Une rupture difficile   |                 | 19 giugno 1992   |                 |
| 25 | Une mission délicate    |                 | 22 giugno 1992   |                 |
| 26 | La folie douce          |                 | 23 giugno 1992   |                 |
| 27 | Un type super chouette  |                 | 25 giugno 1992   |                 |
| 28 | Un joli coco            |                 | 26 giugno 1992   |                 |